# ルイス・クルーズ
ルイス・アルフォンソ・クルーズ・ボホルケス（Luis Alfonso Cruz Bojorquez、1984年2月10日 - ）は、メキシコ合衆国ソノラ州ナボホア出身のプロ野球選手（内野手）。右投右打。メキシカンリーグのドゥランゴ・ジェネラルズに所属。

## 経歴

### レッドソックス傘下時代
2000年8月29日にボストン・レッドソックスとアマチュアフリーエージェントとして契約した。

### パドレス傘下時代
2002年12月16日にシーザー・クレスポとのトレードでサンディエゴ・パドレスへ移籍した。
2005年はAA級ロケットシティ・トラッシュパンダズと、レンタル移籍でメキシカンリーグのメキシコシティ・レッドデビルズに所属した。
2006年のシーズン開幕前の3月に開催された第1回ワールド・ベースボール・クラシック（WBC）のメキシコ代表に選出された。
2007年10月29日にFAとなった。

### パイレーツ時代
2007年12月11日にピッツバーグ・パイレーツと契約。
2008年9月2日のシンシナティ・レッズ戦でメジャーデビュー、2番・遊撃手としてスタメン起用され、4打数1安打だった。

### ブルワーズ時代
2009年12月7日にウェーバーでミルウォーキー・ブルワーズへ移籍。
2011年3月28日に放出された。

### レンジャーズ傘下時代
2011年3月28日にテキサス・レンジャーズとマイナー契約を結んだ。AAA級ラウンドロック・エクスプレスに所属していたが、6月20日にメキシカンリーグのメキシコシティ・レッドデビルズにレンタル移籍した。8月31日にラウンドロックに復帰した。オフの11月2日にFAとなった。

### ドジャース時代
2011年11月20日にロサンゼルス・ドジャースとマイナー契約を結んだ。

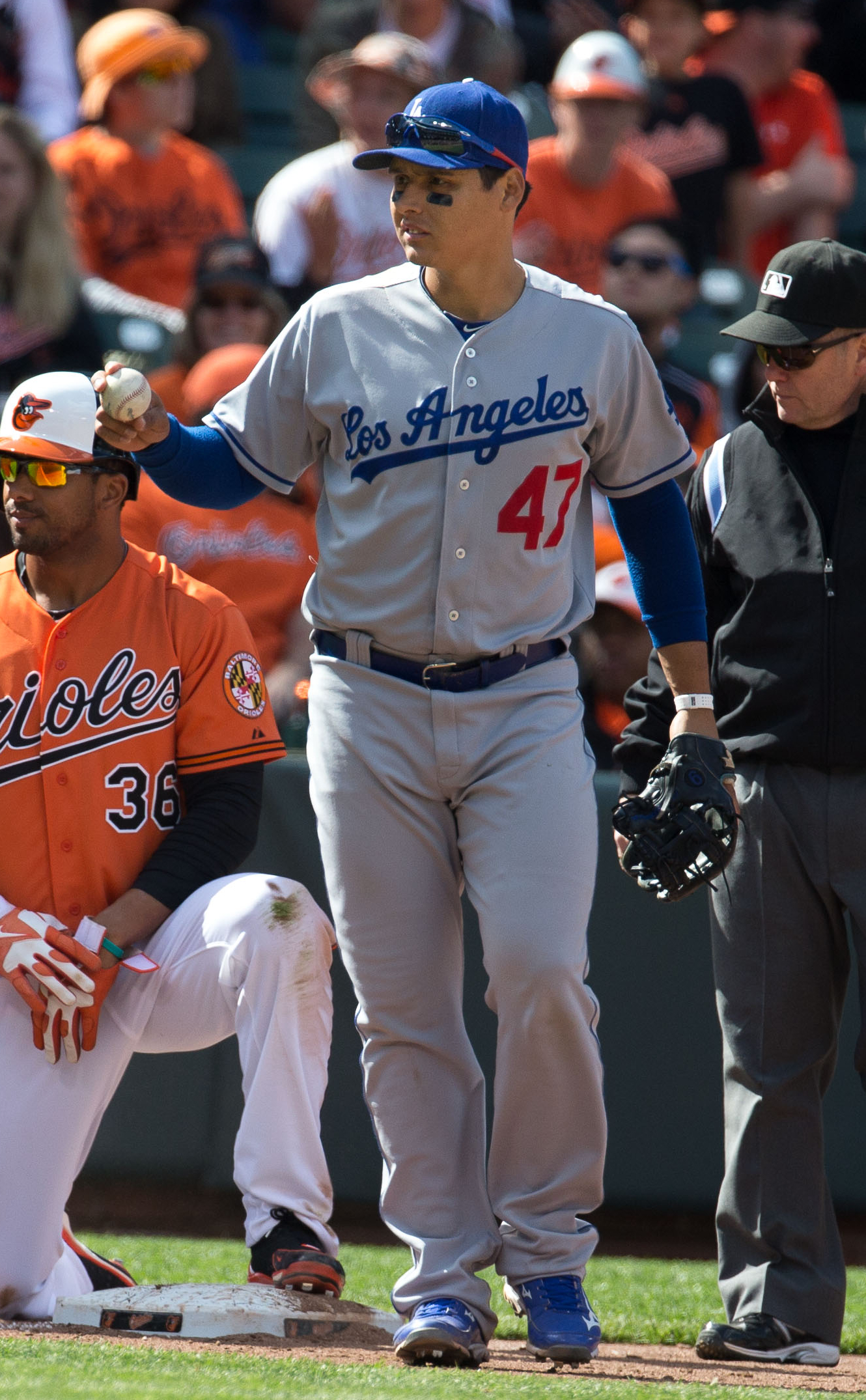
ロサンゼルス・ドジャース時代(2013年4月20日)

2012年は、正遊撃手ディー・ゴードンの負傷で、7月4日にメジャーへ昇格。ヨハン・サンタナから本塁打を放つなど打撃が好調だっため、ゴードンの復帰後も三塁手として起用された。シーズン通算では、メジャー公式戦で自己最多の78試合に出場。自己最多の296打席で、打率.297、6本塁打という好成績を残した。
2013年はシーズン開幕前の3月に開催された第3回WBCのメキシコ代表に選出され、2大会ぶり2度目の選出を果たした。シーズンでは開幕戦をスタメンで迎えたものの、不振で6月28日に40人枠から外れた。7月2日にDFAとなり、FAとなった。

### ヤンキース時代
2013年7月3日にニューヨーク・ヤンキースと契約を結んだ。16試合に出場して打率.182だった。7月24日に膝を負傷し故障者リスト入りとなった。8月16日にDFAとなり、19日に放出された。

### ロッテ時代
2013年11月27日に千葉ロッテマリーンズが獲得を発表した。背番号は、ドジャース時代と同じ47。
2014年には、オープン戦の途中まで遊撃手として出場。しかし、正三塁手の今江敏晃が負傷で欠場したことを機に、三塁手として起用される。レギュラーシーズンでは、5月27日の対阪神タイガース戦（甲子園）で左手首付近に死球を受けて一時戦線を離脱したが、一軍公式戦で規定打席に到達。打率は.238にとどまったものの、チームトップの16本塁打・61打点を記録した。また、守備面では内野の全ポジションを経験（詳細後述）。全ポジション通算の失策数は、今宮健太と並んでパ・リーグ最多の15。
2015年には、二塁手として一軍公式戦132試合、遊撃手として2試合に出場。レギュラーシーズンでは、前半戦だけで14本の本塁打を放った。球団幹部が「二遊間が守れて打てる助っ人はなかなかいない」と評価するほどの好調を受けて、オールスターゲームには、パシフィック・リーグの監督推薦選手として初出場。その一方で、レギュラーシーズンの終盤以降は、右太腿裏の肉離れや両脚の痙攣に見舞われた。結局、レギュラーシーズン全体では、打率.255、16本塁打、73打点を記録。また、同リーグの二塁手部門でゴールデングラブ賞を受賞した。しかし、翌年の契約条件をめぐって折り合いが付かなかったため、球団は11月27日に退団を発表した。

### 巨人時代
2015年12月11日に、読売ジャイアンツと2年契約を結んだことを発表した。契約期間中の推定年俸総額は4億8000万円。背番号は、自身の希望で11を着用した。巨人でこの番号を背負う野手は、内野手として1978年から3シーズン在籍したジョン・シピン以来である。
2016年には、公式戦の開幕を一軍で迎える。しかし、4月28日の対阪神戦（阪神甲子園球場）1回表の打席で、自打球で左足首を負傷し戦線離脱。5月13日から一軍へ復帰したものの、左足首の状態が回復しないまま、6月11日に出場選手登録を再び抹消。8月9日に一軍へ戻ってからは、チームの方針に従わないプレーが増えたため、レギュラーシーズン終盤の10月3日に出場選手登録を外れた。結局、レギュラーシーズンでは、一軍公式戦81試合に出場。打率.252、11本塁打、37打点を記録したが、チームがレギュラーシーズン2位で迎えたポストシーズンの試合には出場の機会がなかった。
2017年はシーズン開幕前の3月に開催された第4回WBC本大会のメキシコ代表に選出され、2大会連続3度目の選出を果たした。同大会では1次ラウンド・グループDの全3試合に出場した。「7番・遊撃手」として出場した初戦のイタリア戦では、2点リードで迎えた9回表無死2塁の守備でゴロをファンブル。結局、チームはこの失策から逆転負けを喫したことを皮切りに、通算1勝2敗ながら失点率に関する大会規定によって1次ラウンドで敗退した。クルーズ自身も、通算9打数2安打という成績で大会を終えた。

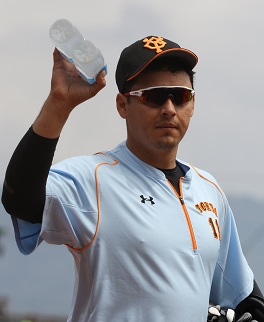
巨人時代

シーズンではこの年に、新外国人選手としてケーシー・マギー、アルキメデス・カミネロなどを獲得。外国人枠との兼ね合いで、チームが外国人投手3人（スコット・マシソン、マイルズ・マイコラス、カミネロ）・外国人野手1人（マギー）を登録する方針を取ったことも相まって、公式戦の開幕を二軍で迎えた。チームが7連敗中だった6月2日にカミネロと入れ替わる格好でシーズン初の出場選手登録を果たすも、打率.156、0本塁打、3打点と振るわず、球団新記録となる13連敗の一因となった。結局一軍公式戦の出場は9試合に留まり、6月12日に登録を抹消された。

### 楽天時代
2017年7月26日に東北楽天ゴールデンイーグルスへ金銭トレードで移籍した。背番号は67。楽天はこの年の前半戦を首位で折り返していたが、主力野手の茂木栄五郎、藤田一也、カルロス・ペゲーロ、岡島豪郎が、前半戦の終盤から相次いで故障で戦線を離脱。7月26日から本拠地の宮城で2位の福岡ソフトバンクホークスとの首位攻防戦を控えていたことや、NPBにおけるレギュラーシーズン中のトレード期限が7月31日に迫っていたことも背景に、実質巨人を戦力外扱いとなって一軍公式戦への出場機会を求めていたクルーズの緊急獲得に踏み切った。このような事情から、7月26日の入団発表直後には、クルーズの支配下選手登録と出場選手登録も済ませている。
7月26日の対ソフトバンク戦に「6番・遊撃手」としてスタメンで出場すると、7回裏の第4打席で放った適時打によって移籍後初安打・初打点を記録。正遊撃手の茂木が一軍に復帰した7月30日の対オリックス・バファローズ戦（京セラドーム）以降も、右肘痛の影響で守備や送球に不安の残る茂木を指名打者としてスタメンで起用するチーム方針の下で、遊撃手として出場を続けていた。しかし8月には8試合で打率.053と精彩を欠き、茂木に遊撃守備、ペゲーロに一軍復帰の目途が立ったことから、8月11日付で出場選手登録を抹消。11月27日に来季の契約を結ばないことが球団から発表された。12月2日に自由契約となった。

### メキシカンリーグ時代
2018年3月22日に古巣のメキシコシティ・レッドデビルズと契約した。
2019年4月4日にメキシカンリーグのティフアナ・ブルズと契約した。この年は91試合に出場して、打率.320、27本塁打、72打点の成績を残した。
2020年は新型コロナウイルスの感染拡大の影響でシーズン中止となったため、公式戦での出場は無かった。
2021年は52試合に出場して、打率.312、6本塁打、31打点の成績を残した。
2022年3月3日にドゥランゴ・ジェネラルズにトレード移籍した。

## 選手としての特徴
内野ならどこでもこなすユーティリティープレーヤー。グラブ捌きに定評があり、グラブトスを得意とする。MLB通算5年間で三塁に92試合、遊撃で86試合、二塁で9試合、一塁、左翼で1試合に出場し、三塁手としての通算UZR14.5を記録している。「守備でメジャー昇格した」と自負し、捕球から投げるまでのタイムが0.46秒。
NPB移籍1年目の2014年には二塁手として63試合、遊撃手として48試合、三塁手として15試合、一塁手として2試合起用されたが、一塁手を除く3ポジションでUZRマイナスを記録した。2015年にも二塁手として1024.1イニングに出場したが、UZRでマイナスを記録。クルーズ自身は、二塁手としてゴールデングラブ賞を受賞した2015年に、「遊撃や三塁の方が（守備に）自信がある」と述べている。

## 人物
クルーズの父親もメキシカンリーグの野球選手で、主に中堅手として通算打率.297、200本塁打以上を打って活躍した人物である。
愛称は"コチート"。コチートは小さな豚という意味で、父から譲り受けた愛称だという。
自身の家族構成は親兄弟を除けば妻と子供が4人いる。大好物はメキシコで有名なお菓子「タマリンド」。このタマリンドは、メキシコではおやつといえば「タマリンド」というほど有名で、「タマリンド」とはアフリカ原産のマメ科の植物。色は茶褐色で“さや”の中に入っている暗赤色の果実がお菓子の原材料に使われる。クルーズ曰く、これらタマリンドを原料に使ったお菓子をすべてを「タマリンド」と呼んでいる。
2014年1月31日、千葉ロッテマリーンズ入団会見時に、マスコミから覚えた日本語はと問われ「オナカガイタイ」と回答しながらお腹をさすり、笑いを誘った。ヤンキースでチームメイトだったイチローから教わったのだという。来日して以降、チームメイトに話しかけコミュニケーションを欠かさず取ろうとするなど、チームになじむための積極的な姿勢をみせている。
ルイス・メンドーサとは親友で家族ぐるみの付き合いがある。ロッテ時代には、自身と同じスペイン語圏出身のチームメイト（キューバ出身のアルフレド・デスパイネやドミニカ共和国出身のカルロス・ロサ）と仲が良く、千葉県内の焼き肉店へ一緒に出掛けることもあった。また、ロベルト・オスナとも面識があり、2022年にオスナがロッテから獲得オファーを受けた際には、面識のあったクルーズに相談している。
2025年シーズンからドジャースのスペイン語ラジオ放送で解説者を務めることが発表された。

## 詳細情報

### 年度別打撃成績
| 年 度    | 球 団    | 試 合 | 打 席 | 打 数 | 得 点 | 安 打 | 二 塁 打 | 三 塁 打 | 本 塁 打 | 塁 打 | 打 点 | 盗 塁 | 盗 塁 死 | 犠 打 | 犠 飛 | 四 球 | 敬 遠 | 死 球 | 三 振 | 併 殺 打 | 打 率 | 出 塁 率 | 長 打 率 | O P S |
| -------- | -------- | ----- | ----- | ----- | ----- | ----- | -------- | -------- | -------- | ----- | ----- | ----- | -------- | ----- | ----- | ----- | ----- | ----- | ----- | -------- | ----- | -------- | -------- | ----- |
| 2008     | PIT      | 22    | 74    | 67    | 6     | 15    | 3        | 0        | 0        | 18    | 3     | 1     | 1        | 2     | 0     | 3     | 0     | 2     | 2     | 3        | .224  | .278     | .269     | .546  |
| 2009     | PIT      | 27    | 78    | 70    | 5     | 15    | 1        | 0        | 0        | 16    | 2     | 0     | 0        | 0     | 1     | 6     | 1     | 1     | 7     | 1        | .214  | .282     | .229     | .511  |
| 2010     | MIL      | 7     | 17    | 17    | 2     | 4     | 0        | 1        | 0        | 6     | 1     | 0     | 0        | 0     | 0     | 0     | 0     | 0     | 2     | 1        | .235  | .235     | .353     | .588  |
| 2012     | LAD      | 78    | 296   | 283   | 26    | 84    | 20       | 0        | 6        | 122   | 40    | 2     | 1        | 1     | 1     | 9     | 1     | 2     | 34    | 7        | .297  | .322     | .431     | .753  |
| 2013     | LAD      | 45    | 128   | 118   | 12    | 15    | 2        | 0        | 1        | 20    | 6     | 0     | 0        | 2     | 1     | 5     | 1     | 2     | 20    | 3        | .127  | .175     | .169     | .344  |
| 2013     | NYY      | 16    | 59    | 55    | 6     | 10    | 1        | 0        | 0        | 11    | 5     | 1     | 0        | 1     | 0     | 1     | 0     | 2     | 13    | 3        | .182  | .224     | .200     | .424  |
| '13計    | NYY      | 61    | 187   | 173   | 18    | 25    | 3        | 0        | 1        | 31    | 11    | 1     | 0        | 3     | 1     | 6     | 1     | 4     | 33    | 6        | .145  | .190     | .179     | .369  |
| 2014     | ロッテ   | 126   | 478   | 453   | 38    | 108   | 32       | 1        | 16       | 190   | 61    | 1     | 2        | 0     | 5     | 18    | 1     | 2     | 47    | 13       | .238  | .268     | .419     | .687  |
| 2015     | ロッテ   | 133   | 532   | 501   | 48    | 128   | 23       | 1        | 16       | 201   | 73    | 0     | 0        | 0     | 5     | 24    | 1     | 2     | 66    | 7        | .255  | .289     | .401     | .691  |
| 2016     | 巨人     | 81    | 314   | 298   | 26    | 75    | 14       | 0        | 11       | 122   | 37    | 0     | 2        | 0     | 3     | 11    | 0     | 2     | 40    | 7        | .252  | .280     | .409     | .690  |
| 2017     | 巨人     | 9     | 33    | 32    | 2     | 5     | 1        | 0        | 0        | 6     | 3     | 0     | 0        | 0     | 1     | 0     | 0     | 0     | 3     | 1        | .156  | .152     | .188     | .340  |
| 2017     | 楽天     | 13    | 37    | 37    | 2     | 6     | 2        | 0        | 0        | 8     | 2     | 0     | 0        | 0     | 0     | 0     | 0     | 0     | 4     | 1        | .162  | .162     | .216     | .378  |
| '17計    | 楽天     | 22    | 70    | 69    | 4     | 11    | 3        | 0        | 0        | 14    | 5     | 0     | 0        | 0     | 1     | 0     | 0     | 0     | 7     | 2        | .159  | .157     | .203     | .360  |
| MLB：5年 | MLB：5年 | 195   | 652   | 610   | 57    | 143   | 27       | 1        | 7        | 193   | 57    | 4     | 2        | 6     | 3     | 24    | 3     | 9     | 78    | 18       | .234  | .272     | .316     | .588  |
| NPB：4年 | NPB：4年 | 362   | 1394  | 1321  | 116   | 322   | 72       | 2        | 43       | 527   | 176   | 1     | 4        | 0     | 14    | 53    | 2     | 6     | 160   | 29       | .244  | .273     | .399     | .672  |

- 2023年度シーズン終了時
- 各年度の太字はリーグ最高

### 年度別守備成績
| 年 度 | 球 団  | 一塁（1B） | 一塁（1B） | 一塁（1B） | 一塁（1B） | 一塁（1B） | 一塁（1B） | 二塁（2B） | 二塁（2B） | 二塁（2B） | 二塁（2B） | 二塁（2B） | 二塁（2B） | 三塁（3B） | 三塁（3B） | 三塁（3B） | 三塁（3B） | 三塁（3B） | 三塁（3B） | 遊撃（SS） | 遊撃（SS） | 遊撃（SS） | 遊撃（SS） | 遊撃（SS） | 遊撃（SS） |
| 年 度 | 球 団  | 試 合      | 刺 殺      | 補 殺      | 失 策      | 併 殺      | 守 備 率   | 試 合      | 刺 殺      | 補 殺      | 失 策      | 併 殺      | 守 備 率   | 試 合      | 刺 殺      | 補 殺      | 失 策      | 併 殺      | 守 備 率   | 試 合      | 刺 殺      | 補 殺      | 失 策      | 併 殺      | 守 備 率   |
| ----- | ------ | ---------- | ---------- | ---------- | ---------- | ---------- | ---------- | ---------- | ---------- | ---------- | ---------- | ---------- | ---------- | ---------- | ---------- | ---------- | ---------- | ---------- | ---------- | ---------- | ---------- | ---------- | ---------- | ---------- | ---------- |
| 2008  | PIT    | -          | -          | -          | -          | -          | -          | 2          | 6          | 5          | 0          | 2          | 1.000      | -          | -          | -          | -          | -          | -          | 20         | 32         | 61         | 1          | 14         | .989       |
| 2009  | PIT    | -          | -          | -          | -          | -          | -          | 5          | 6          | 11         | 0          | 1          | 1.000      | -          | -          | -          | -          | -          | -          | 17         | 37         | 48         | 2          | 9          | .977       |
| 2010  | MIN    | -          | -          | -          | -          | -          | -          | -          | -          | -          | -          | -          | -          | -          | -          | -          | -          | -          | -          | 5          | 7          | 7          | 0          | 1          | 1.000      |
| 2012  | LAD    | -          | -          | -          | -          | -          | -          | 2          | 5          | 9          | 0          | 2          | 1.000      | 51         | 29         | 92         | 2          | 9          | .984       | 24         | 44         | 58         | 2          | 12         | .981       |
| 2013  | LAD    | 1          | 5          | 0          | 0          | 1          | 1.000      | -          | -          | -          | -          | -          | -          | 28         | 21         | 49         | 2          | 6          | .972       | 15         | 12         | 46         | 1          | 9          | .983       |
| 2013  | NYY    | -          | -          | -          | -          | -          | -          | -          | -          | -          | -          | -          | -          | 13         | 9          | 29         | 1          | 0          | .974       | 5          | 9          | 13         | 2          | 1          | .917       |
| '13計 | NYY    | 1          | 5          | 0          | 0          | 1          | 1.000      | -          | -          | -          | -          | -          | -          | 41         | 30         | 78         | 3          | 6          | .973       | 20         | 21         | 59         | 3          | 10         | .964       |
| 2014  | ロッテ | 2          | 8          | 1          | 0          | 2          | 1.000      | 63         | 153        | 181        | 6          | 40         | .982       | 15         | 6          | 25         | 3          | 2          | .912       | 48         | 85         | 120        | 6          | 29         | .972       |
| 2015  | ロッテ | -          | -          | -          | -          | -          | -          | 123        | 298        | 386        | 12         | 78         | .983       | -          | -          | -          | -          | -          | -          | 2          | 0          | 0          | 0          | 0          | .000       |
| 2016  | 巨人   | -          | -          | -          | -          | -          | -          | 72         | 186        | 236        | 5          | 58         | .988       | 1          | 0          | 1          | 0          | 0          | 1.000      | 8          | 10         | 25         | 1          | 4          | .972       |
| 2017  | 楽天   | -          | -          | -          | -          | -          | -          | 10         | 18         | 29         | 0          | 7          | 1.000      | -          | -          | -          | -          | -          | -          | 15         | 16         | 40         | 1          | 9          | .982       |
| MLB   | MLB    | 1          | 5          | 0          | 0          | 1          | 1.000      | 9          | 17         | 25         | 0          | 5          | 1.000      | 92         | 59         | 170        | 5          | 15         | .979       | 86         | 141        | 233        | 8          | 46         | .979       |
| NPB   | NPB    | 2          | 8          | 1          | 0          | 2          | 1.000      | 268        | 655        | 832        | 23         | 183        | .985       | 16         | 6          | 26         | 3          | 2          | .914       | 73         | 111        | 185        | 8          | 42         | .974       |

- 2023年度シーズン終了時
- NPB時代の太字年はゴールデングラブ賞受賞

### 表彰
NPB
- ゴールデングラブ賞：1回 （二塁手部門：2015年）

### 記録
MLB初記録
- 初出場・初先発出場：2008年9月2日、対シンシナティ・レッズ戦（グレート・アメリカン・ボール・パーク）、2番・遊撃手で先発出場
- 初打席・初安打：同上、1回表にアーロン・ハラングから左前安打
- 初盗塁：2008年9月26日、対サンディエゴ・パドレス戦（ペトコ・パーク）、7回表に二盗（投手：クラ・メレディス、捕手：ニック・ハンドリー）
- 初本塁打：2012年7月20日、対ニューヨーク・メッツ戦（シティ・フィールド）、3回表にヨハン・サンタナから左越2ラン

NPB初記録
- 初出場・初先発出場：2014年3月28日、対福岡ソフトバンクホークス1回戦（福岡ヤフオク!ドーム）、9番・三塁手で先発出場
- 初打席：同上、2回表に攝津正から見逃し三振
- 初安打：同上、4回表に摂津正から中前安打
- 初本塁打：2014年3月30日、福岡ソフトバンクホークス3回戦（福岡ヤフオク!ドーム）、5回表にブライアン・ウルフから左越ソロ
- 初盗塁：2014年4月18日、福岡ソフトバンクホークス4回戦（QVCマリンフィールド）、4回裏に二盗（投手：攝津正、捕手：細川亨）

NPBその他の記録
- オールスターゲーム出場：1回 （2015年）

### 背番号
- 63（2008年）
- 36（2009年）
- 10（2010年）
- 47（2012年 - 2013年途中、2014年 - 2015年、2019年 - ）
- 61（2013年途中 - 同年終了）
- 11（2016年 - 2017年途中）
- 67（2017年途中 - 同年終了）

### 代表歴
- 2006 ワールド・ベースボール・クラシック・メキシコ代表
- 2013 ワールド・ベースボール・クラシック・メキシコ代表
- 2017 ワールド・ベースボール・クラシック・メキシコ代表

### 登場曲
- 「Vivir Mi Vida」Marc Anthony（2014年 - 2017年）
- 「Visionary」Farruko（2016年 - 2017年）
- 「Mi Gente」J. Balvin, Willy William（2017年 - ）